# Epimecis marcida
Epimecis marcida är en fjärilsart som beskrevs av W. Warren 1906. Epimecis marcida ingår i släktet Epimecis och familjen mätare. Inga underarter finns listade i Catalogue of Life.